# Пьо Зея То
Пьо Зея То (бирм. ဇေယျာသော်; 26 марта 1981, Рангун, Бирма — 23 июля 2022, Янгон, Мьянма) — мьянманский политик и рэпер. Член Палаты представителей (2012—2021). Активный участник протестов против военного переворота 2021 года. В ноябре 2021 года арестован военной хунтой Мьянмы и в январе 2022 года приговорён к смертной казни. 23 июля 2022 года был казнён.

## Музыкальная карьера
В 2000 году группа Acid, основанная Зея То, выпустила первый хип-хоп альбом Мьянмы под названием Beginning, который оставался на первом месте в бирманских чартах более двух месяцев. Репортёр «Демократического голоса Бирмы» описал его музыку как смесь «воинственного, гневного стиля с местной поэтикой». Издание The Independent заявило, что, хотя группа «сосредоточилась на повседневных вещах, их тексты неизбежно затрагивали трудности жизни в Бирме».
Зея То также стал известен своей общественной деятельностью. На одном из концертов он объединился с поэтами Со Ваем и Аунг Вэй, чтобы собрать деньги для благотворительной организации для ВИЧ-положительных сирот. Вместе с другим рэпером Нге Нге Зея То также посетил детские дома комика Зарганара, чтобы помочь научить детей английскому языку.

## Политический активизм и первый арест
Пьо Зея То являлся одним из четырёх членов-основателей Generation Wave, молодёжного движения, выступающего против Государственного совета мира и развития, военной хунты Бирмы. Движение было основано 9 октября 2007 года после антиправительственных протестов, широко известных как Шафрановая революция, и использовало граффити и брошюры для распространения продемократических идей. Группа также распространяла антиправительственные фильмы, в том числе «Рэмбо IV», в котором главный герой сражается с солдатами тамадо (бирманскими военными) в штате Карен. Фильм был запрещён правительством за изображение Государственного совета мира и развития и её солдат в негативном свете.

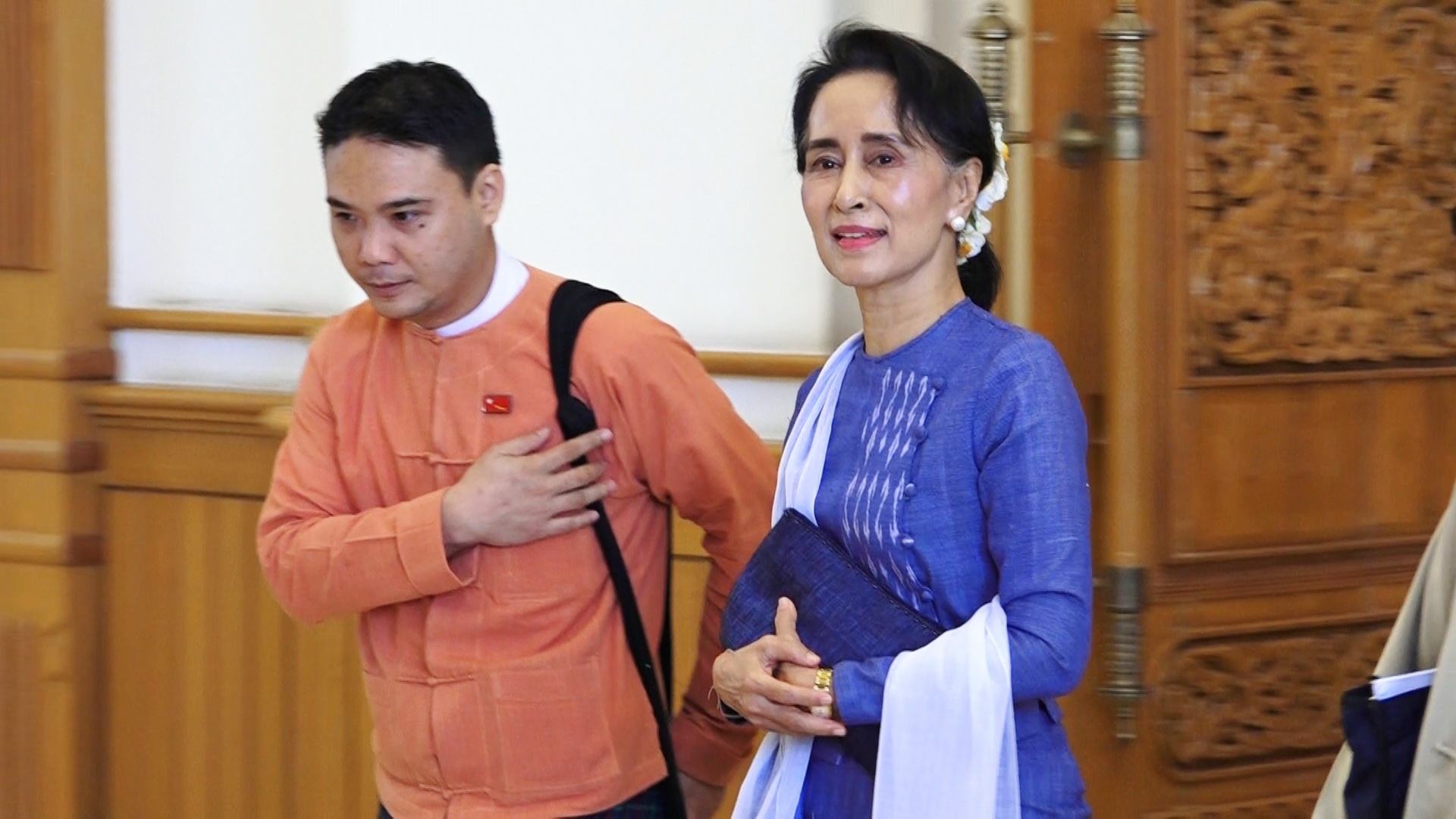
Зея То с Аун Сан Су Чжи в марте 2016

12 марта 2008 года был арестован в ресторане Янгона вместе с соратниками. Утверждается, что во время допроса Зея То избили. 20 ноября 2008 года был приговорён к пяти годам лишения свободы за нарушение Закона Государственного совета по восстановлению правопорядка № 6/88, обвиняясь в создании незаконной организации. Amnesty International охарактеризовала этот закон как «расплывчато сформулированный, широкие положения которого могут быть истолкованы как делающие незаконным создание любой организации». Ещё один год тюремного заключения получил за запрещённое в Мьянме хранение иностранной валюты, поскольку на момент ареста у него было найдены тайские баты, сингапурские доллары и малайзийские ринггиты на сумму, эквивалентную порядка 20 долларов США.
Перед вынесением приговора Зея То сказал журналистам: «Мне грустно, но не из-за моего заключения… Мне грустно за будущее нашей страны и народа, когда я думаю об этих фактах. Эти слова исходят из моего сердца. Я бы хотел сказать людям: имейте мужество отвергать то, что вам не нравится, и даже если вы не осмеливаетесь открыто поддерживать правильное, не поддерживайте неправильное». Международная правозащитная организация Amnesty International назвала его узником совести и призвала к немедленному освобождению.

## Освобождение и политическая карьера

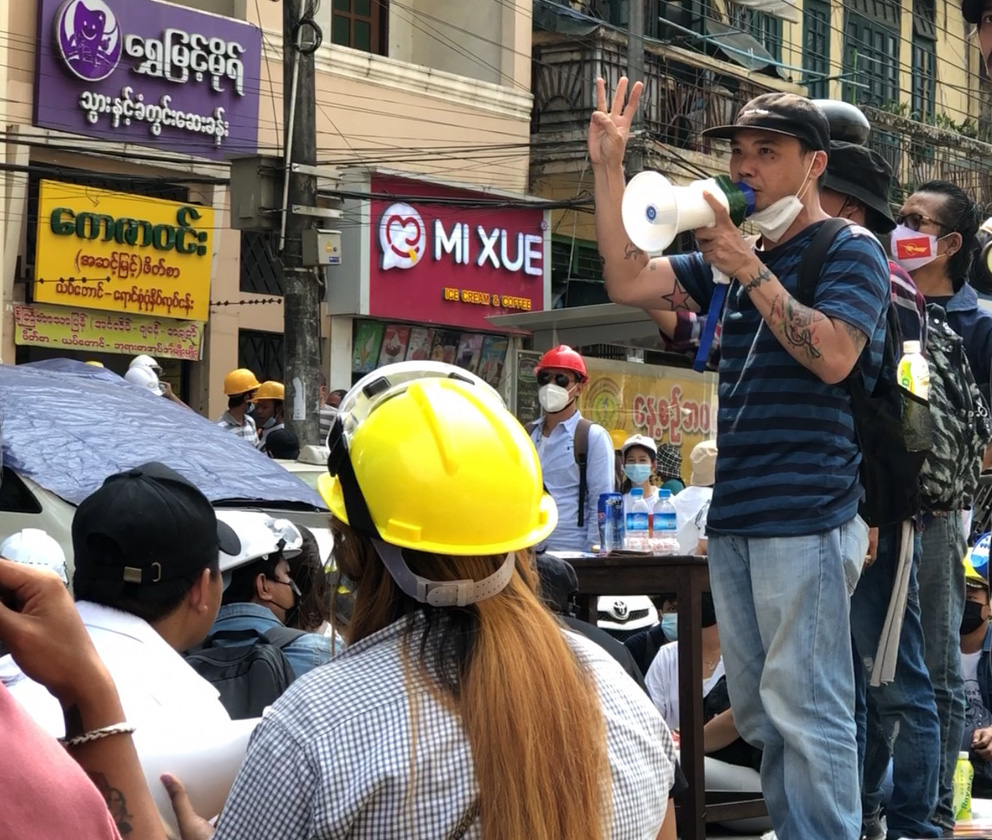
Зея То на протесте против военного переворота в Мьянме в 2021

Пьо Зея То отбывал наказание в тюрьме Кавтаунг и был освобождён 17 мая 2011 года. В августе того же года полицейский участок города Мингала Тауннюнт запретил ему выступать на благотворительном концерте на острове Хмяузин.
Член Национальной лиги за демократию. В 2012 году на довыборах баллотировался в Палату представителей (нижнюю палату мьянманского парламента) в избирательном округе города Поббатири и одержал победу. На парламентских выборах 2015 года был вновь избран депутатом Палаты представителей, а Национальной лиги за демократию стала правящей. По итогам выборов 8 ноября 2020 года, на которых Национальная лига за демократию вновь одержала убедительную победу, должен быть опять стать депутатом парламента. Однако, Вооружённые силы Мьянмы 1 февраля 2021 года совершили военный переворот и отменили результаты выборов, заявив, что голосование прошло с многочисленными фальсификациями. Пьо Зея То был активным участником массовых протестов против военного переворота, начавшихся в феврале 2021 года и в мае того же года переросших в гражданскую войну.

## Второй арест и казнь
В ноябре 2021 года был арестован военной хунтой Мьянмы по обвинению в планировании нападений на военные объекты. В январе 2022 года в соответствии с Законом о борьбе с терроризмом и Законом о защите государственной собственности был приговорён к смертной казни. В июне того же года хунта объявила о неизбежности его казни. 23 июля 2022 года он и трое других продемократических активистов (включая писателя Чжо Мин Ю) были казнены через повешение. Это первая смертная казнь с конца 1980-х годов, приведённая в исполнение в Мьянме. Казнь Пьо Зея То и других активистов получила широкое международное осуждение.